# Vrbnik
Vrbnik (en italiano: Verbenico, en alemán: Vörbnick) es un municipio de Croacia en el condado de Primorje-Gorski Kotar.
Se fundó en la Edad Media y entiguamente se emplazaba como un enclave amurallado. El pueblo es conocido por su vino local llamado Zlahtina. 
Como lugares culturales significativos se puede indicar la biblioteca Vitezić, la capilla gótica del Rosario y la capilla de San Juan en la iglesia parroquial de la Asunción, así como la colección de antiguos manuscritos y documentos en alfabeto glagolítico, custodiados en la iglesia parroquial.

## Demografía
En el censo 2011 el total de población del municipio fue de 1 260 habitantes, distribuidos en las siguientes localidades:
- Garica - 156
- Kampelje - 8
- Risika -  148
- Vrbnik - 948

| Gráfica de población de Vrbnik 1857-2011                            |
|                                                                     |
| Según los censos de población de la oficina estadística de Croacia. |